# アントニオ・ザッカーラ・ダ・テーラモ

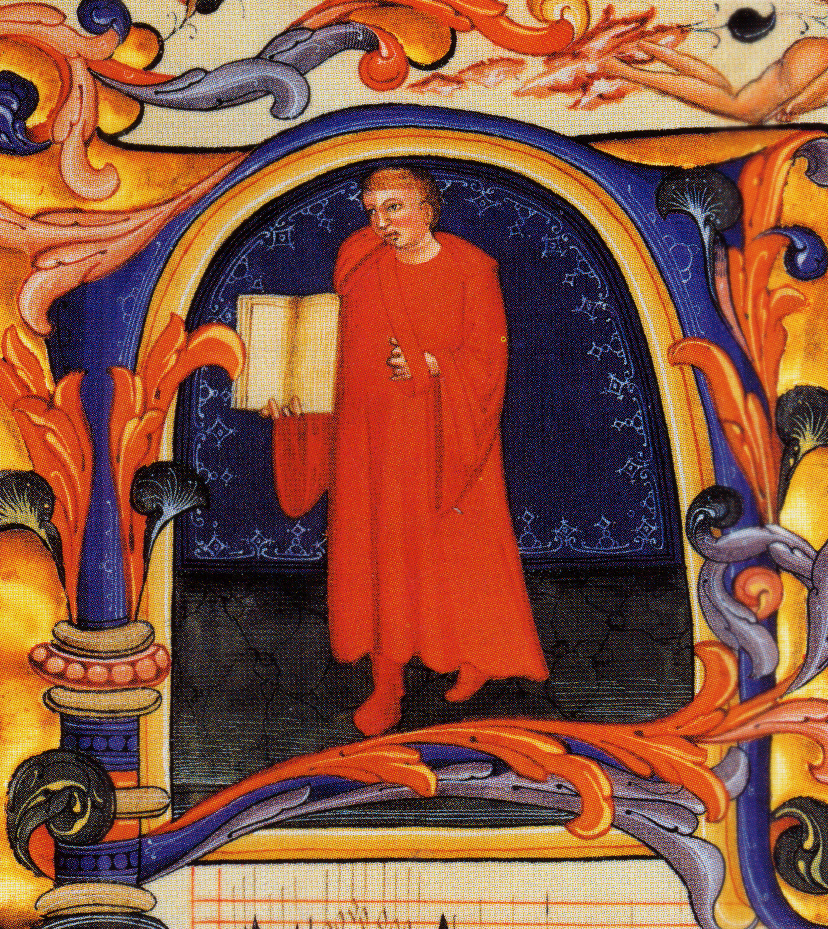
アントニオ・ザッカーラ・ダ・テーラモ

（アントニオ・）ザッカーラ・ダ・テーラモ（Antonio Zaccara da Teramo, またはザカーラ Zacara, Zacharaとも）は、中世イタリアの作曲家・声楽家・教皇庁事務官。1350年代に生まれ、1413年（一説によると1416年）5月19日に他界した。トレチェント音楽からルネサンス音楽への過渡期の作曲家であり、1400年ごろに最も活躍したイタリア人作曲家の一人である。しばしばアルス・スブティリオルの作曲家に数えられる。

## 生涯
おそらくはアブルッツォ州北部のテーラモ出身。1390年にローマ入りするまでの略歴については何も分かっていない。ローマでは、オスペダーレ・ディ・サント・スピリト・イン・サッシアの教師になった。着任した頃すでに若くなかったという文書が残っているが、厳密な年齢は示されていない。
翌1391年に、ローマ教皇ボニファティウス9世の秘書官となる。採用通知書が現存しており、そこには彼が既婚者の平信徒であり、教皇庁歌手であると記されている。この職務に教皇グレゴリウス12世の時代まで勤続した。当時は教会大分裂（シスマ）の混迷の時期であり、現存する書簡や、作品に隠された、おそらく政治的な破壊活動への言及からすると、ザッカーラ・ダ・テーラモは当時の政治謀略に関与していたようである。おそらく1408年には、教皇グレゴリウス12世のもとでの勤務を止めたらしい。バッラータ《 Dime Fortuna poy che tu parlasti》が、その異動の証拠として引き合いに出されてきた。1412年と1413年には、ボローニャにおける対立教皇ヨハネス23世の礼拝堂歌手として記録されている。1416年の文書には、すでに故人であると言及されている。亡くなる頃には、ローマとテーラモに資産を残していた。
豪華装飾写本『スクアルチャルーピ写本』には、ザッカーラ・ダ・テーラモについての説明が含まれている。小男で、手足の指すべてを合わせた本数が10本しかなかったという。その詳細は、肖像画では明らかにされていないが、18世紀のアブルッツィ州の死亡者名簿において言及されている。

## 作品と影響力
ザッカーラ・ダ・テーラモの作品についての研究は、比較的最近になって行われるようになり、年代記や真贋判定の観点から、多くの未解決事項が残されている。生涯を通じて活発な作曲活動を続けたらしく、様式的な発展は明らかである。2つの段階が具体的に現われており、バッラータのような歌曲が支配的な、様式的にヤコポ・ダ・ボローニャやフランチェスコ・ランディーニに似ている初期と、ローマ時代の1400年ごろに遡り、アルス・スブティリオルの影響が見え隠れするようになった後期の段階である。
宗教音楽と世俗音楽の両方が現存しており、1400年ごろに活躍したどの作曲家にもまして多くの作品数が残されている。組ミサの数多くの断章（グローリア唱とクレド唱）が、1420年ごろに編纂された『ボローニャ写本Q15』によって伝承されている。『スクアルチャルーピ写本』には、7つの世俗曲が、1410年ごろに編纂された『マンチーニ写本』には12曲が載っている。その他の文献に3つの歌曲が見受けられ、なかでも奇矯な《Sumite, karissimi, capud de Remulo, patres》は、「アルス・スブティリオルの最もリズムの複雑な楽曲」と呼ばれている。ザッカーラ・ダ・テーラモの世俗歌曲はバッラータしかない。
『スクアルチャルーピ写本』と『マンチーニ写本』に含まれた歌曲は、様式において大きく懸け離れている。『スクアルチャルーピ写本』に収録された歌曲は、おそらくザッカーラの初期作品であり、たとえばランディーニのようなイタリア人音楽家に影響された、トレチェント音楽の叙情的な様式にのっとっている。『マンチーニ写本』に収録された歌曲は、むしろ「アルス・スブティリオル」のマネリスム的な様式に密接している。作曲年代は確定されていないものの、『マンチーニ写本』の収録曲は、ローマを去ってから作曲された見込みが高く、いかにもアヴィニョンを拠点とする前衛音楽「アルス・スブティリオル」に影響されているようだ。その反面、シスマの対立教皇の宮廷に由来する音楽へのローマの反撥を、意識的に掻き立てようとしたのかもしれない。
ザッカーラの最も奇妙な歌曲の一つは、『マンチーニ写本』に載っている《神々の中の神プルートよ Deus deorum, Pluto》である。古代ローマの冥府の神を呼び起こす2声の歌曲で、歌詞は地獄の死者の名で満たされている。これは「鬼神の王者プルートゥスへの情熱的な祈り」であり、信心深いバチカンの秘書官にあるまじき音楽作品なのである。しかもザッカーラは、この曲を土台にして、クレド唱を作曲してさえいる。
ザッカーラのミサ曲断章は、ヨハンネス・チコーニアやバルトロメオ・ダ・ボローニャを含む15世紀の他の作曲家に影響を及ぼしたようである。ザッカーラの新機軸のいくつかは、ギヨーム・デュファイの作品にも認められる。ザッカーラは、上声部を「分割 'divisi'」して用いることを最初に行なった人物かもしれない。ザッカーラのミサ曲断章は、14世紀の作例よりも長大で、模倣や古風なホケトゥスを積極的に活用している。概してザッカーラの組ミサ（グローリア唱とクレド唱）は、（ギヨーム・ド・マショーの偉大な《ノートルダムのミサ曲》を別にすると）14世紀の不完全で不統一なミサ曲に関連性をもたらし、15世紀における循環ミサ曲の発展に先鞭をつけたのである。
ザッカーラ作品のいくつかは、遠く離れた地域の文献に見受けられ、その名声と幅広い流布を物語っている。いくつかの資料はポーランドにあり、またイングランドの『オールド・ホール写本』（第33曲のグローリア唱）を挙げることができる。

## 註
1. ↑  HOASM（英語による略伝）
2. ↑  Fallows, "Zacara da Teramo", Grove Music Online.